# Hämespiele
Hämespiele (von mhd. hem(i)sch = hinterhältig, schadenfroh, bösartig triumphierend zu mhd. hem = zu schaden trachten) ist die Gattungsbezeichnung, mit der in Spielpsychologie und Spielpädagogik eine Reihe unterschiedlicher Spielformen zusammengefasst werden, bei denen der Schadenfreude der Mitspieler eine zentrale Rolle zukommt.

## Charakteristik der Hämespiele

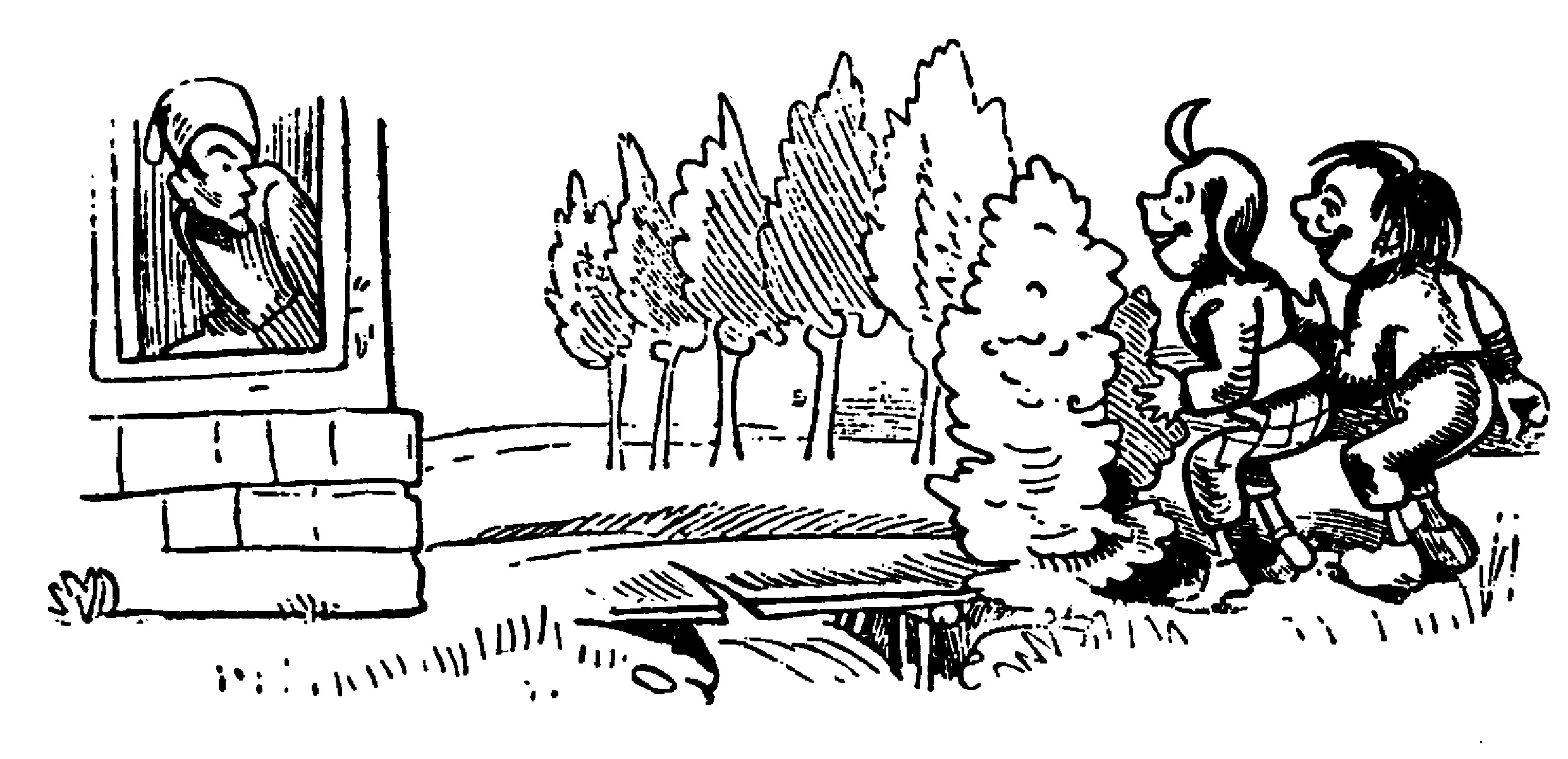
Wilhelm Busch: Max und Moritz. Hämespiel mit Schneidermeister Böck

Nach Frederik Jacobus Johannes Buytendĳk und anderen Spieltheoretikern lebt das Spielen in seinen meisten Formen von der Spannung, verlieren oder gewinnen zu können. Dieses Spielargument findet etwa bei den Glücksspielen oder den Kampfspielen den deutlichsten Ausdruck. Bei den Hämespielen ist dem Sieger oder den Mitspielern der eigene Sieg oder die Niederlage eines Mitspielers nicht genug. Hauptreiz des Spiels ist eine zusätzliche Verspottung des Verlierers. Die Mitspieler frönen dem zynischen Satz „Schadenfreude ist die beste Freude“ und ergötzen sich durch bestimmte Gesten (Fingerzeigen) oder Sprüche (Spottverse) an der Ungeschicklichkeit, der Unterlegenheit oder am fehlenden Glück von Mitspielern. Es handelt sich um Spielformen, bei denen Mitspieler verlacht, verspottet, ausgegrenzt, herabgesetzt, aus dem Spiel geworfen, sogar beleidigt werden. Dies ist der zentrale Spielgedanke und ausdrücklich Teil des Regelwerks. Wer an dem Spiel teilnimmt, unterwirft sich diesen Regeln. Er hat die Gelegenheit, über andere zu triumphieren. Er kann aber auch selbst Ziel des Spotts der anderen werden. Im freien Spiel reihen sich manche Kinder gern in die Riege der Spötter ein, reagieren aber äußerst betroffen, wenn es sie selbst trifft.

## Beispiele für Hämespiele
- Freies Spielen der Kinder

Hämespiele gibt es, solange es das Spielen gibt, auch wenn sie nicht immer entsprechend kategorisiert werden. Im nicht von Erwachsenen organisierten freien Kinderspiel sind Hämespiele besonders häufig zu beobachten. Sie reichen von den Neckspielen, bei denen ein gutgläubiges Kind zum Einkaufen von einer Portion ‚Haumichblau’ geschickt wird, über die ‚Aprilscherzspiele’ bis zu den Spielen, bei denen das Gesicht geschwärzt (‚Schwarzer Peter’) oder Kleidungsstücke abgenommen werden. Schon über Generationen bekannte und beliebte Kinderspiele sind auch der ‚Plumpsack’ oder  ‚Die fliehende Geldbörse’, bei dem Passanten gefoppt und erschreckt werden.
- Organisiertes Kinderspiel

In Kinderfreizeiten und sogar in Kindergärten finden sich immer wieder Hämespiele wie das alte Kinderspiel ‚Da steht der Gänsedieb’:
Die Kinder bewegen sich im Kreis nach den gesungenen Versen:
Wer die Gans gestohlen hat, der ist ein Dieb.
Wer sie aber wiederbringt, den hab’ ich lieb.
Hiernach sucht sich jedes Kind schnell einen Partner, den es umarmt. Da die Spielgruppe eine ungerade Mitspielerzahl voraussetzt, bleibt zwangsläufig ein Kind ohne Partner. Die Kinder zeigen mit dem Zeigefinger auf das übriggebliebene Kind und singen:
Da steht der Gänsedieb,
den hat kein Mensch mehr lieb.
- Fernsehshow

Die eine Zeit lang vom Sender RTL ausgestrahlte Quiz-Show Der Schwächste fliegt mit der Moderatorin Sonja Zietlow zählt zu den drastischsten Formen des Hämespiels: Der Sieger dieses vor einem Millionenpublikum ausgetragenen Frage-Antwort-Spiels konnte hohe Geldsummen gewinnen und diese für einen gemeinnützigen, selbst gewählten Zweck spenden. Wer aber in dem taktisch orientierten Ausscheidungskampf unterlag, wurde mit zynischen, herabsetzenden Bemerkungen verabschiedet, die sogar bei den so vorgeführten erwachsenen Teilnehmern fast regelmäßig Verbitterung oder Tränen auslösten.

## Psychologische Auswirkungen von Hämespielen
Es gibt harmlose und drastische Formen von Hämespielen. Sie lassen sich nach dem Grad und dem Charakter der Häme und der entsprechenden Wirkung auf die Beteiligten abstufen:
Scherzspiele wie das spaßige Reinlegen eines Ahnungslosen zum 1. April oder Gesellschaftsspiele mit dem Schwärzen des Verlierers wie beim „Schwarzer-Peter“ oder bei der „Tellermagie“ gehören zu den allgemein akzeptierten Formen von Hämespielen.
Grausamer wird das Spiel, wenn Mitspieler auf Knien und mit anderen Demutsgebärden und Selbsterniedrigungen ein Pfand zurückerbetteln müssen. Hoch problematisch sind Hämespiele, die dauerhafte Verletzungen und Rachegelüste hinterlassen.
Eine ausführliche Pro-und-Contra-Diskussion der Hämespiele findet sich bei Warwitz/Rudolf. Die Befürworter machen dabei Argumente geltend wie das natürliche Bedürfnis, im Spiel ohne pädagogische Ambitionen einfach Spaß zu haben, über sich und andere auch mal lachen zu dürfen oder Frustrationstoleranz auf der harmlosen Spielebene zu lernen. Auf der Gegenseite werden jedoch erhebliche Bedenken hinsichtlich der teilweise gravierenden Auswirkungen auf die Psyche, die Spielfreude oder das Folgeverhalten der Spielenden ins Feld geführt. Tränen, Spielverdruss, Unleidlichkeit, Rückzugsverhalten, Hass, Rachsucht können die unmittelbare und auch längerfristige Verhaltensfolge solcher Spiele sein, wenn sie dem Einzelnen kein Rückzugsfeld lassen. Dabei helfen auch kein tröstendes „In den Arm nehmen“ oder die häufige Redefloskel „Es ist doch nur ein Spiel.“ „Das nächste Mal ist ein anderer dran.“ Die tiefenpsychologischen Wirkungen auf die häufig sehr sensible und labile Seelenlage von Kindern, die Spiele noch äußerst ernst und persönlich nehmen, wird von unerfahrenen Spielleitern oft verkannt oder unterschätzt, das Lernen von Frustrationstoleranz überschätzt. Vor allem von jüngeren Kindern wird das Hämeverhalten als einschneidender Übergriff auf das empfindliche Ehrgefühl und als Demütigung aufgenommen, was nicht leicht verziehen wird.

## Pädagogische Bewertung
In der Spielpädagogik zählen Hämespiele zu den umstrittenen Spielformen. Sie rangieren damit in der ethischen Einschätzung noch hinter den Kriegsspielen, die oft gar nicht als solche erkannt und unbewusst oft sogar von erklärten Pazifisten gespielt werden wie z. B. das Völkerballspiel, das Schachspiel oder andere Symbolspiele mit eindeutig kriegerischem Spielgedanken. Wegen ihrer teils offenkundigen, aber auch empirisch nachweisbaren schädlichen Auswirkungen auf die Psyche des Einzelnen sowie die Spieleinstellung der Spielgruppe und die Spielatmosphäre wird das Hämespiel im professionellen Erziehungsbereich äußerst zurückhaltend eingesetzt oder sogar völlig abgelehnt. Dies aber bedeutet einen Verzicht auf die Bandbreite des Spielens und ein Abdrängen in den Raum des freien Spiels. Eine pädagogisch orientierte Version der Hämespiele sind die „Buh- und Bravospiele“, bei denen die Mitspieler gefordert sind, je etwas Nachteiliges und etwas Positives über die Mitspieler der Spielrunde zu sagen oder aufzuschreiben.